# 阿韦贡多
阿韦贡多，是西班牙加利西亚自治区拉科鲁尼亚省的一个市镇。总面积84km², 总人口5729人（2001年），人口密度68人/km²。